# Brigade secrète
Pour plus de détails, voir Fiche technique et Distribution.
Brigade secrète (The Sleeping City) est un film américain réalisé par George Sherman, sorti en 1950.

## Fiche technique
- Titre original : The Sleeping City
- Titre français : Brigade secrète
- Réalisation : George Sherman
- Scénario : Jo Eisinger (en)
- Photographie : William Miller
- Montage : Frank Gross
- Musique : Frank Skinner
- Société de production : Universal Pictures
- Pays de production : États-Unis
- Format : 1,37:1
- Genre : thriller
- Durée : 86 minutes
- Date de sortie : 1950

## Distribution
- Richard Conte : Fred Rowan
- Coleen Gray : Ann Sebastian
- Richard Taber : 'Pop' Ware
- John Alexander : Inspecteur de police Gordon
- Peggy Dow (en) : Kathy Hall
- Alex Nicol : Dr Steve Anderson
- Frank M. Thomas : Lieutenant Lally